# Villeneuve-la-Comtesse
Villeneuve-la-Comtesse é uma comuna francesa na região administrativa da Nova Aquitânia, no departamento de Charente-Maritime. Estende-se por uma área de 15,9 km². Em 2010 a comuna tinha 755 habitantes (densidade: 47,5 hab./km²).